# Renato Palumbo
Renato Palumbo (Montebelluna, 27 de juliol de 1963) és un director d'orquestra italià.
Va dedicar-se de jove a l'estudi de la música, inicialment al piano, però després al cant, a la composició i a la direcció d'orquestra. Amb setze anys debutà des del podi amb la Theresienmesse de Haydn.
L'any 1981 va debutar com a director d'òpera amb Il trovatore de Verdi, i poc després va començar la seva etapa com a director musical del teatre de l'òpera d'Istanbul. A poc a poc la seva carrera el va dur a dirigir en teatres d'òpera d'arreu del món. Fins al 1999 va ser, durant 9 anys, director musical del festival de Macau.
Entre 2006 i 2007 va ocupar el càrrec de director principal de la Deutsche Oper Berlin. Ha dirigit diverses òperes al Gran Teatre del Liceu de Barcelona.